# Apeadero de Urgeiriça
El Apeadero de Urgeiriça fue una plataforma ferroviaria de la Línea de la Beira Alta, que servía a la localidad de Urgeiriça, en el Distrito de Viseu, en Portugal.

## Historia
Esta plataforma se encontraba en el tramo entre Pampilhosa y Vilar Formoso de la Línea de la Beira Alta, que fue inaugurado por la Compañía de los Caminhos de Ferro Portugueses de la Beira Alta el 1 de julio de 1883.